# Matti Berenett
Lars-Matti Berenett, född 10 augusti 1971 i Stockholm, är en svensk skådespelare.

## Biografi
Berenett utbildades vid Calle Flygare Teaterskola. Före skådespelarkarriären arbetade han som sotare och gymnastiklärare. Som 16-åring spelade han fotboll för Spårvägen i division 1. 1996 gjorde han sig känd när han spelade Tom i TV4:s såpa Skilda världar, och samtidigt spelade han fotboll i Division 3 (i IFK Stockholm).
Efter några andra roller lämnade han skådespeleriet för att satsa på fotboll och ledarskap som intresserade honom mer. I en intervju 2021 berättade han att han inte trivdes med uppståndelsen efter rollen i Skilda världar men att han samtidigt var öppen för fler roller i filmer eller TV-serier.
Berenett är chefsinstruktör vid Handbollsakademin på Fredrika Bremergymnasierna.
Han är son till skådespelarna Lars-Erik Berenett och Evabritt Strandberg och har två döttrar.

## Filmografi
- 1980 – Innan vintern kommer (TV-serie)
- 1996 – Nudlar och 08:or (TV-serie)
- 1996–2002 – Skilda världar (TV-serie)
- 1996 – Augustitango (kortfilm)
- 1999 – Nya lögner
- 2001 – Beck – Hämndens pris
- 2001 – Mellan himmel och hästben (kortfilm)
- 2002 – Vexator (kortfilm)
- 2003 – Paragraf 9 (TV-serie)
- 2006 – Sökarna – Återkomsten